# Abderrahim Bendjaballah
Abderrahim Bendjaballah (en arabe : عبد الرحيم بن جابالله) est un footballeur international algérien né le 13 avril 1965 à Sétif. Il évoluait au poste d'avant centre.
Il est le frère cadet du footballeur Derradji Bendjaballah

## Biographie

### En club
Abderrahim Bendjaballah évolue en première division algérienne avec son club formateur l'usmsétif en 1975 , puis il rejoint  l'ES Sétif en 1982 . ( juniors ) , la saison 1982-1983 en séniors  , son premier match contre la jet défaite (0-3) , en 1985-1986 a signé avec le cmbelcourt pour suivé leur étude universitaire . où il a remporté de nombreux titres avec lui avant d'aller en France pour jouer chez l'US Saint-Omer puis à l'USL Dunkerque puis il revient à l'US Saint-Omer où il finit sa carrière footballistique.

### En équipe nationale
Abderrahim Bendjaballah reçoit plusieurs sélections en équipe d'Algérie.
Son seul match joué reconnu par les statistiques de la fifa a eu lieu le 11 avril 1990 contre la Suède (nul 1-1).

## Palmarès
ES Sétif
| - Championnat d'Algérie (1) : - Champion : 1986-87. - Coupe d'Algérie (1) : - Vainqueur : 1988-89. |  | - Ligue des champions de la CAF (1) : - Vainqueur : 1988. - Coupe afro-asiatique des clubs (1) : - Vainqueur : 1989. |